# Ceresium nilgiriense
Ceresium nilgiriense är en skalbaggsart som beskrevs av Charles Joseph Gahan 1906. Ceresium nilgiriense ingår i släktet Ceresium och familjen långhorningar.
Artens utbredningsområde är:
- Laos.
- Sri Lanka.

Inga underarter finns listade i Catalogue of Life.